# John Ruskin
Pour les articles homonymes, voir Ruskin (homonymie).
John Ruskin, né le 8 février 1819 à Bloomsbury à Londres, mort le 20 janvier 1900 à Coniston (Cumbria), est un écrivain, poète, peintre et critique d'art britannique.
Fils unique d'une riche famille, il est éduqué à domicile, avec une insistance particulière sur l'art et la religion. Il poursuit son éducation en dilettante, en tant qu'auditeur libre à Oxford. Malgré des problèmes de santé, il y obtient son MA en 1843. Surtout, il s'y lie d'amitié avec nombre d'intellectuels.
Il est publié dès son adolescence. Grâce à la fortune de sa famille, il peut consacrer sa vie à l'écriture. Il devient rapidement célèbre dans les années 1840 grâce à son travail de critique Modern Painters (1843 à 1860) où il propose une nouvelle façon d'appréhender l'art. Il écrit ensuite The Seven Lamps of Architecture en 1849 et surtout The Stones of Venice en 1853.
Ruskin sera influencé par Eugène Viollet-le-Duc et il utilisera son Dictionnaire comme base de travail pour ses élèves, comme le confirme sa lettre à Percy Holder en 1887 : « le seul livre de valeur en architecture est celui de Viollet le Duc ».
Il participe à la création de l'University Museum, donne des cours de dessin au Working Men's College, un établissement de formation continue fondé par ses amis socialistes chrétiens. Il en donne aussi dans une école pour jeunes filles et par correspondance. En 1870, il devient le premier titulaire de la chaire Slade pour l'enseignement des beaux-arts à Oxford.
Son mariage avec Effie Gray, annulé pour non-consommation, continue à alimenter de nos jours des légendes et des suppositions variées. Effie épouse très vite le peintre John Everett Millais, qui est membre du mouvement préraphaélite dont Ruskin est le mécène et le soutien après s'être mobilisée en faveur de Turner.

## Biographie

### Famille

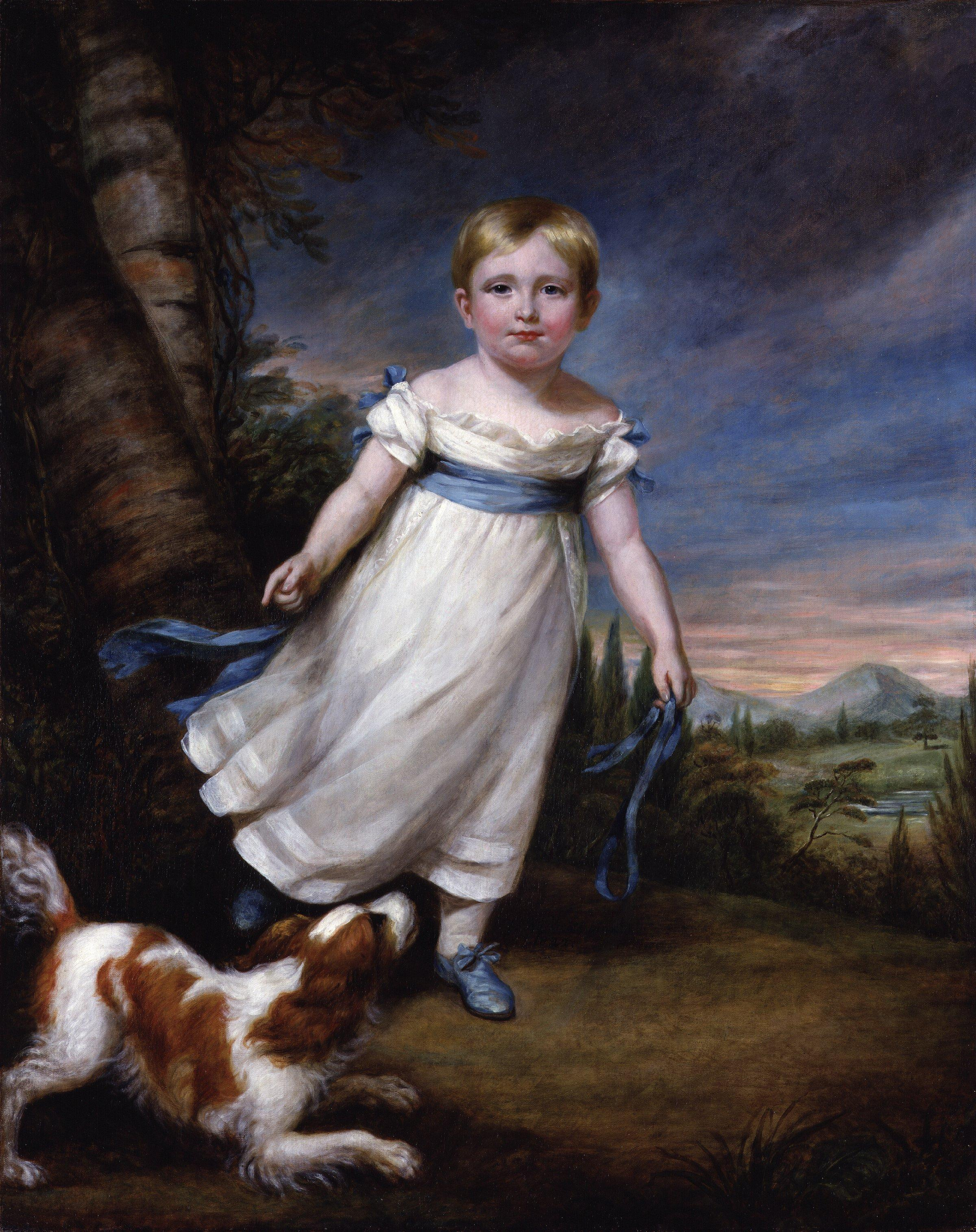
John Ruskin enfant (trois ans et demi) par James Northcote.

John Ruskin était le fils unique de John James Ruskin (1785-1864) et de Margaret Cox ou Cock (1781-1871). Les époux étaient cousins germains. Les deux familles pratiquaient le commerce de l'alcool. Le grand-père maternel de John Ruskin avait un pub à Croydon. Son grand-père paternel, John Thomas Ruskin (1761-1817), originaire d'Édimbourg avait migré d'Écosse à Londres pour s'installer comme marchand. Le père de John Ruskin, quant à lui, était importateur de sherry. Il commença par solder les dettes de l'entreprise familiale avant de faire fortune dans la société Ruskin, Telford, and Domecq.
Les parents de John Ruskin s'étaient fiancés en 1809, mais les dettes familiales et l'opposition parentale avaient retardé le mariage. En 1817, John James Ruskin était riche et ses parents étaient morts (il semblerait que son père se fût suicidé peu de temps après le décès de son épouse). La noce se déroula en 1818. John Ruskin naquit l'année suivante, dans la maison familiale donnant sur Brunswick Square dans Bloomsbury, un des beaux quartiers de Londres. En 1823, la famille déménagea pour Herne Hill. Dans ses Præterita, John Ruskin décrit une enfance assez solitaire, mais heureuse.

### Éducation

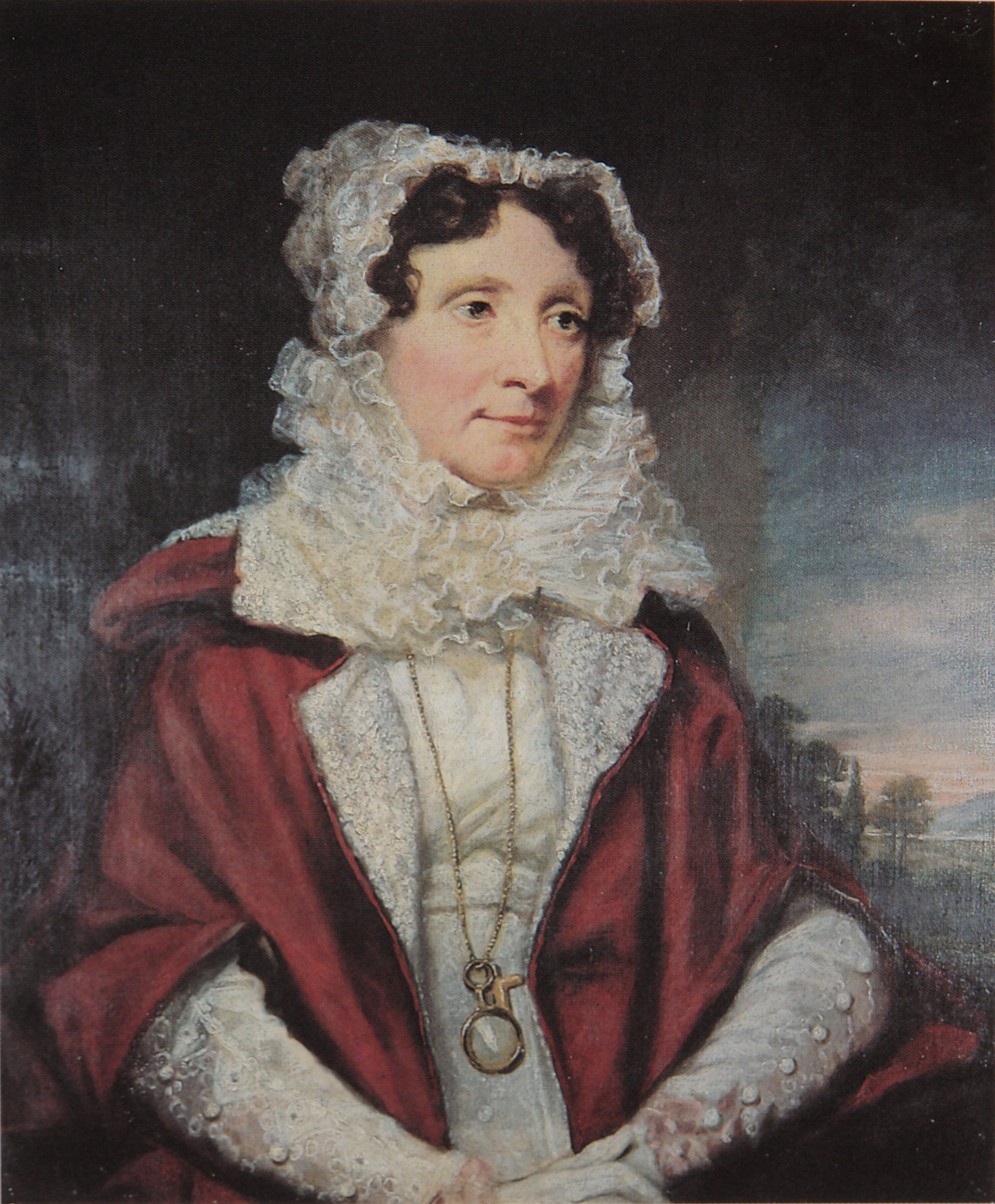
Margaret Ruskin, la mère de John Ruskin.

Jusqu'à ses quatorze ans, John Ruskin fut éduqué à domicile, soit par ses parents, soit par des précepteurs. Son père lui transmit son goût pour le romantisme (Walter Scott, Lord Byron ou Wordsworth). John James Ruskin avait dû arrêter ses études avant l'université où il avait désiré faire du droit, pour se mettre à travailler. Il semblerait qu'il ait tenté de se consoler de la frustration qu'il avait alors ressentie en permettant à son fils de faire ce qui lui plaisait. Le jeune John était encouragé par son père à dessiner et à écrire. Chacun de ses poèmes lui était ainsi payé un demi-penny le vers. Dès ses douze ans, il avait entrepris d'écrire un dictionnaire, manuscrit, de minéralogie.
Sa mère lui donna une stricte éducation religieuse, de tendance évangélique. Dès ses trois ans, elle lui faisait lire des passages de la Bible tous les matins. Il en apprit aussi par cœur. Cette éducation eut des conséquences sur le reste de la vie de John Ruskin. Elle lui fournit la base de ses réflexions aussi bien littéraires que juridiques. Il semble que le puritanisme fut à l'origine de son attrait sensuel pour l'art et de son rejet des choses du corps.
Dès le début, cette éducation fut complétée de deux façons. D'abord, ses parents lui firent régulièrement visiter les hauts-lieux culturels de Grande-Bretagne : paysages ou demeures célèbres. À partir de 1833, ces voyages furent élargis au continent (France, Suisse puis Italie). Dès lors, entre deux voyages, il passa ses matinées dans une école proche de chez lui, tenue par le révérend Thomas Dale. Au début de 1836, alors que ce dernier était devenu professeur de littérature britannique au King's College de Londres, Ruskin commença à y suivre des cours. En octobre de la même année, il s'inscrivit au Christ Church (Oxford) en tant qu'auditeur libre. Il suivit les cours à partir de janvier de l'année suivante. Il ne quitta cependant pas le giron familial car sa mère vint s'installer à Oxford, rejointe par son époux tous les week-ends. Elle disait qu'elle était venue pour veiller sur la santé fragile de son fils.

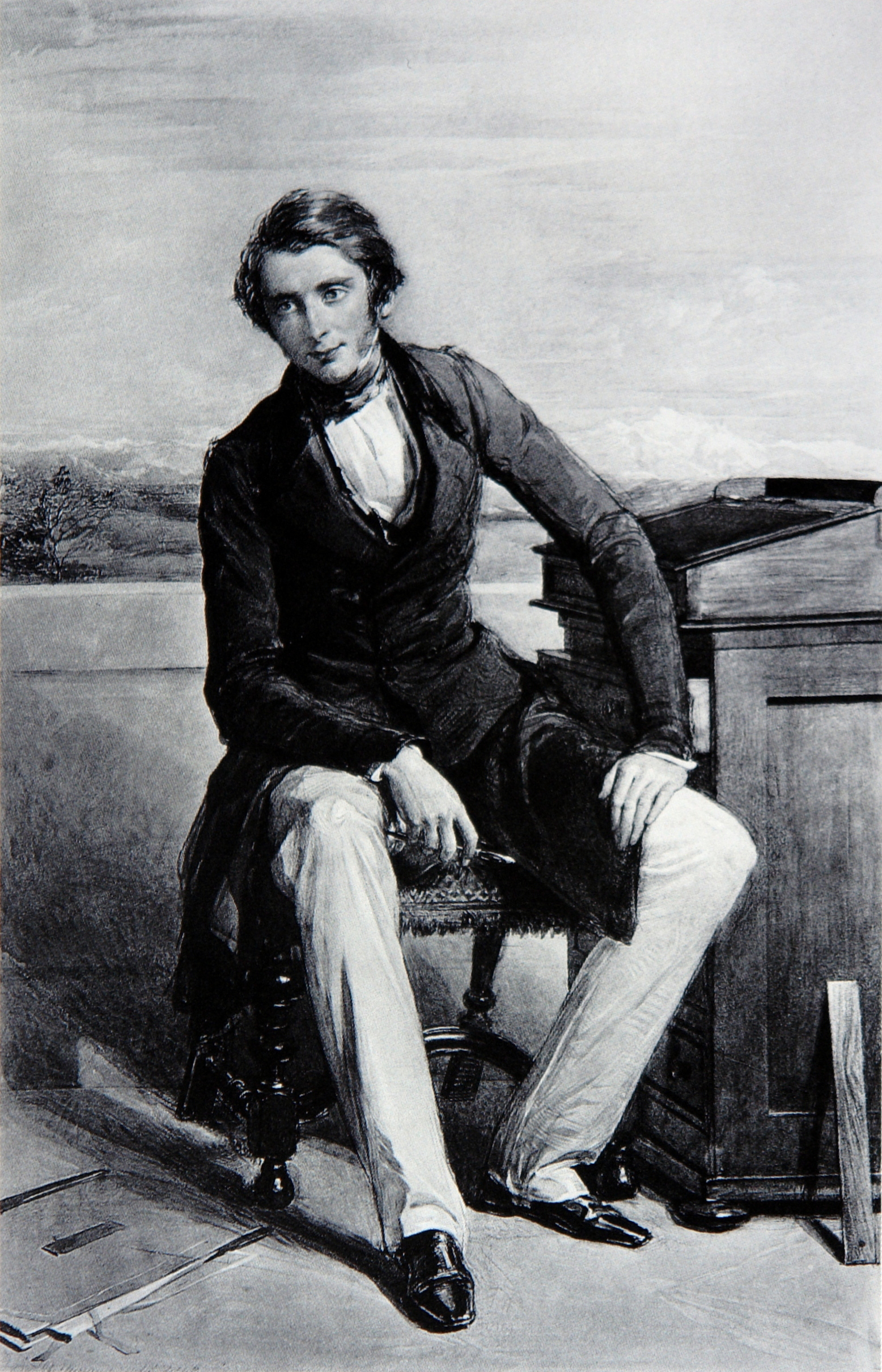
John Ruskin en 1843, à la fin de ses études.

À la différence de nombre de ses condisciples, John Ruskin passait son temps dans les livres, ce qui lui valut l'animosité de certains. Il devint cependant rapidement proche des spécialistes de lettres classiques, comme Charles Thomas Newton et Henry Liddell , mais aussi des géologues comme Henry Acland. Ruskin attira l'attention du géologue et théologien William Buckland pour les cours duquel il fournit des dessins. Il adhéra aussi à l’Oxford Society for the Preservation of Gothic Architecture et se présenta au prix Newdigate de poésie qu'il finit par remporter lors de sa troisième tentative en 1839. Ce fut Wordsworth lui-même qui lui remit son prix. Cependant, ce furent ses dernières productions poétiques.
À l'automne 1839, ses professeurs lui suggérèrent de se présenter en candidat libre aux examens de baccalauréat. Il était amoureux d'Adèle Domecq, fille d'un des partenaires dans la firme paternelle. Quand il apprit son mariage en avril 1840, il se mit à tousser du sang et dut renoncer à passer ses examens. Il ne put se présenter qu'en avril 1842. L'université lui accorda alors un diplôme honoraire. Il obtint cependant son MA en octobre 1843 ce qui lui permit de signer ses premiers ouvrages d'un « Graduate of Oxford » (« diplômé d'Oxford »).

### Voyages sur le continent et lesModern Painters
Pendant sa convalescence, en 1840-1841, John Ruskin voyagea avec ses parents en Italie, principalement à Naples et Rome. Dans cette dernière ville, il fit la connaissance du peintre Joseph Severn, un ami de John Keats. Severn épouserait plus tard Joan Agnew Ruskin, une cousine de John Ruskin. Il veillerait sur les derniers jours de celui-ci. Il rencontra aussi le peintre George Richmond qui lui fit découvrir les peintres italiens et que Ruskin consulterait à de nombreuses reprises lors de sa rédaction de ses Modern Painters.
L'année suivante, la famille Ruskin se rendit en Suisse avant de descendre le Rhin. Au cours de ce séjour, John Ruskin eut l'idée d'écrire un pamphlet de critique artistique. Le premier tome de Modern Painters: their Superiority in the Art of Landscape Painting to the Ancient Masters parut en mai 1843, le second en 1846, le quatrième en 1856. Le cinquième tome parut en 1860. En 1845, il voyagea pour la première fois sans ses parents, en Suisse, en Italie : Florence, Pise et Venise où il découvrit les primitifs italiens, Fra Angelico et Le Tintoret (dont ses œuvres à la Scuola Grande de San Rocco), ainsi qu'en France où il passa beaucoup de temps au Louvre. À Venise, Ruskin observa que la ville subissait les assauts délétères de deux forces opposées : la restauration et le délabrement. Ce voyage nourrit le deuxième tome de ses Modern Painters.
Les deux premiers tomes furent appréciés par Charlotte Brontë, Wordsworth ou Elizabeth Gaskell, mais la critique établie, comme George Darley (en) dans The Athenaeum fut moins favorable. Malgré tout, la carrière littéraire de Ruskin était lancée. Il entra dans les cercles littéraires de Richard Monckton Milnes ou Samuel Rogers.

### Intérêt pour l'architecture
Son voyage en Italie lui avait fait découvrir la beauté et le délabrement des monuments romans et gothiques de ce pays. De retour en Grande-Bretagne, il se tourna vers l'étude de l'architecture, principalement celle du Gothic Revival. Dès 1844, il avait travaillé avec l'architecte George Gilbert Scott à la restauration d'une église de Camberwell. Avec un de ses anciens condisciples, Edmund Oldfield, Ruskin en dessina un des vitraux. À l'été 1848, il visita la cathédrale de Salisbury puis à l'automne les églises de Normandie. Cependant, ce voyage, qui était aussi son voyage de noces, n'alla pas plus au sud à cause des événements parisiens et surtout vénitiens. De ses réflexions et voyages, naquit en mai 1849 The Seven Lamps of Architecture, le premier ouvrage à être ouvertement signé John Ruskin. En 1849, Edmund Oldfield était présent avec Ruskin à la fondation de l'Arundel Society (en). En 1853, George Gilbert Scott fit appel aux lumières de Ruskin lors de son réaménagement dans le style roman d'une église de Camden.

### Legs Turner
À la fin de 1851, le célèbre artiste aquarelliste William Turner mourut. Ruskin qui en avait été très proche devint son exécuteur testamentaire. Cependant, la tâche se révéla rapidement insurmontable. Il découvrit aussi des aspects sombres de l'artiste qu'il ne soupçonnait pas. Lorsque la succession fut définitivement réglée, toutes les œuvres de William Turner rejoignirent la National Gallery en 1856.
L'atelier du peintre recelait plus de 20 000 aquarelles. Ruskin obtint le droit d'en exposer 400, de son choix, dans des salles qu'il dessina et fit aménager lui-même dans la National Gallery. Il se chargea aussi de publier des catalogues de ces œuvres. On a longtemps pensé que Ruskin avait donné son accord pour que soient détruits certains des dessins et esquisses de l'artiste dont la possession aurait pu être illégale en raison de leur caractère pornographique, mais cette thèse est controversée.

### Mariage annulé

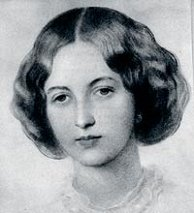
Portrait d'Effie Gray par Watts.

John Ruskin épousa Euphemia Chalmers Gray, dite Effie Gray, le 10 avril 1848, à Perth en Écosse. Elle était la fille de George Gray, avocat ami de la famille. Les futurs époux s'étaient rencontrés quand elle avait douze ans et lui vingt et un. En 1841, elle lui avait demandé de lui écrire un conte de fées. The King of the Golden River fut la seule œuvre de fiction et un des principaux succès littéraires de Ruskin, après sa parution en 1850 avec des illustrations de Richard Doyle. Ce ne fut que lorsque la jeune fille eut dix-neuf ans que Ruskin la remarqua au cours d'un de ses voyages en Écosse pour soigner une nouvelle dépression. Il se remettait de ses sentiments pour Adèle Domecq, puis pour Charlotte Lockhart, petite-fille de Walter Scott et fille de John Gibson Lockhart. Ruskin décida qu'il était amoureux d'Effie Gray et lui fit un peu la cour. Cependant, sa demande en mariage et la réponse positive se firent au cours d'un échange de lettres après son retour à Londres. Les parents de Ruskin ne s'opposèrent pas au mariage, mais n'y assistèrent pas. Il se déroula en effet à Bowerswell, résidence de la famille Gray, à Perth. Cette maison avait été auparavant celle des Ruskin où le grand-père s'était suicidé. La nuit de noces se déroula à Blair Atholl et le voyage de noces, prévu à Venise s'arrêta en Normandie à cause des événements politiques de 1848.
Dans une lettre à son père en 1854, Effie Ruskin, décrit le fiasco de la nuit de noces. Elle y confie son ignorance quant aux relations sexuelles et écrit que Ruskin « avait été dégoûté par mon corps le premier soir ». Cette phrase donna lieu à de nombreuses spéculations et légendes. La principale est que Ruskin aurait été écœuré par la découverte des poils pubiens de son épouse, car, esthète, il n'aurait jamais vu que des nus artistiques. Or, il semblerait qu'il ait eu accès, grâce à ses condisciples d'Oxford, à des images érotiques et pornographiques l'ayant informé sur cet aspect. Une autre hypothèse aurait été qu'Effie aurait eu ses règles ce soir-là. Ce qui est sûr, en revanche, c'est que les deux époux seraient convenus de repousser la consommation de leur mariage jusqu'aux vingt-cinq ans d'Effie, au moins, afin d'être libres de voyager, ce qu'ils désiraient ardemment tous deux, sans être dérangés par une ou plusieurs maternités.
Après le voyage de noces, les époux s'installèrent chez Ruskin, qui vivait toujours chez ses parents. Il se replongea dans ses travaux intellectuels et ne fut pas un époux très attentionné. Les relations entre Effie Ruskin et ses beaux-parents se dégradèrent rapidement. Elle tomba malade et retourna chez ses propres parents au début de l'année 1849. Les époux ne se virent pas pendant neuf mois. Il finit par aller la rechercher en Écosse et ils partirent, enfin, pour Venise. Ils y séjournèrent longuement en 1849-1850, passèrent onze mois à Londres, mais pas dans la maison familiale, puis retournèrent à Venise en 1851-1852. Cette période fut la plus heureuse de la vie du couple. Éloignés de leurs familles respectives, il pouvait travailler et elle entretenir une véritable vie mondaine, autant à Venise qu'à Londres. Ils fréquentaient la bonne société dans l'une et l'autre ville. À Londres, ils allaient régulièrement chez Charles Lock Eastlake, président de la Royal Academy. Ruskin n'appréciait pas ses tableaux, mais les deux femmes étaient amies. À cette époque, Ruskin fit la connaissance du socialiste chrétien F. D. Maurice. Ce fut enfin le poète Coventry Patmore qui présenta le couple Ruskin au cercle préraphaélite où ils rencontrèrent John Everett Millais. John Ruskin se fit rapidement le mécène et le champion de celui-ci, ainsi que de John Frederick Lewis.

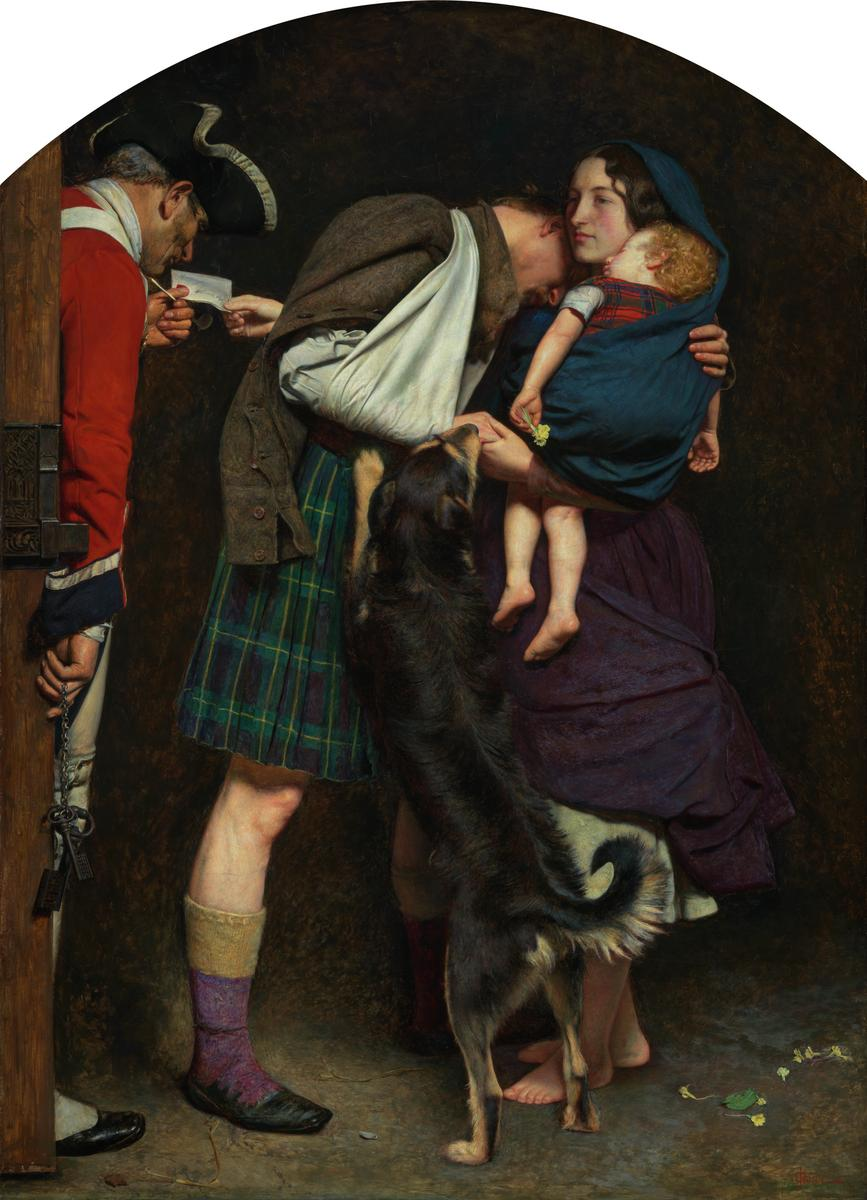
The Order of Release par John Everett Millais : tableau exposé à la Royal Academy en 1853 et pour lequel Effie Ruskin avait posé.

Un nouveau séjour à Venise se termina mal : les bijoux d'Effie avaient été dérobés. Un officier britannique de l'armée autrichienne fut soupçonné. Il semblerait que John Ruskin ait alors dû refuser de se battre en duel. De retour à Londres à l'été 1852, le couple s'installa chez lui, d'abord à Herne Hill puis à Mayfair. Si les parents de Ruskin n'habitaient pas avec eux, leur présence se faisait cependant pesante : ils ne cessaient de critiquer le train de vie que, selon eux, Effie imposait. Et puis Effie se rendit à l'évidence : son époux ne consommerait jamais leur mariage. Elle en conçut une frustration de plus en plus grande. Au printemps 1853, Millais présenta à l'exposition annuelle de la Royal Academy son Order of Release pour lequel Effie avait posé. Ruskin réitéra l'invitation qu'il avait déjà faite à Millais de passer des vacances avec eux. Le groupe d'amis séjourna tout l'été en Écosse. Millais commença le portrait en pied que son mécène lui avait commandé. Il fit aussi diverses esquisses d'Effie en vue d'un tableau qu'il ne réalisa jamais. Ruskin continuait son travail solitaire : la préparation d'une série de conférences pour l'automne à Édimbourg. Livrés à eux-mêmes, Millais et Effie finirent par succomber à l'amour.
Le 25 avril 1854, John Ruskin fut cité à comparaître devant la Commissary Court (en) du Surrey. L'audience se tint le 15 juillet 1854, en son absence (il était à Chamonix avec ses parents) et sans qu'il y fût représenté et défendu. Elle prononça l'annulation du mariage pour « non-consommation » en raison d'une « impuissance incurable ». La non-consommation avait été constatée : un examen médical avait confirmé qu'Effie était toujours vierge. Cependant, Ruskin défendit, en privé, sa virilité, se proposant même de la prouver. La preuve physique ne fut cependant pas exigée. À la même occasion, il expliqua qu'il était parfaitement capable de consommer son mariage, mais qu'il n'aimait pas assez Effie pour en avoir envie. Effie Gray épousa Millais le 3 juillet 1855 et ils eurent huit enfants.

### Soutien aux préraphaélites
Le premier engagement de Ruskin en faveur des préraphaélites remontait à l'été 1851 quand leurs tableaux exposés à la Royal Academy furent vivement attaqués par la critique. Millais se tourna alors vers son ami Coventry Patmore, qui connaissait Ruskin, pour lui demander d'essayer d'obtenir l'aide de ce dernier. Ruskin répondit favorablement et envoya deux lettres au Times. La défense n'était cependant pas exempte de critiques : Ruskin n'appréciait pas les aspects un peu trop « high church » du christianisme exprimé dans leurs tableaux, et le disait. Ruskin et Millais devinrent dès ce moment-là amis et le critique invita déjà le peintre à venir passer des vacances avec lui et sa femme. Un pamphlet intitulé Pre-Raphaelitism suivit dès août 1851. S'il parlait plus de Turner, son propos présentait cependant les préraphaélites comme les héritiers et continuateurs du vieux peintre, car comme lui ils poursuivaient la vérité visuelle et imaginaire.

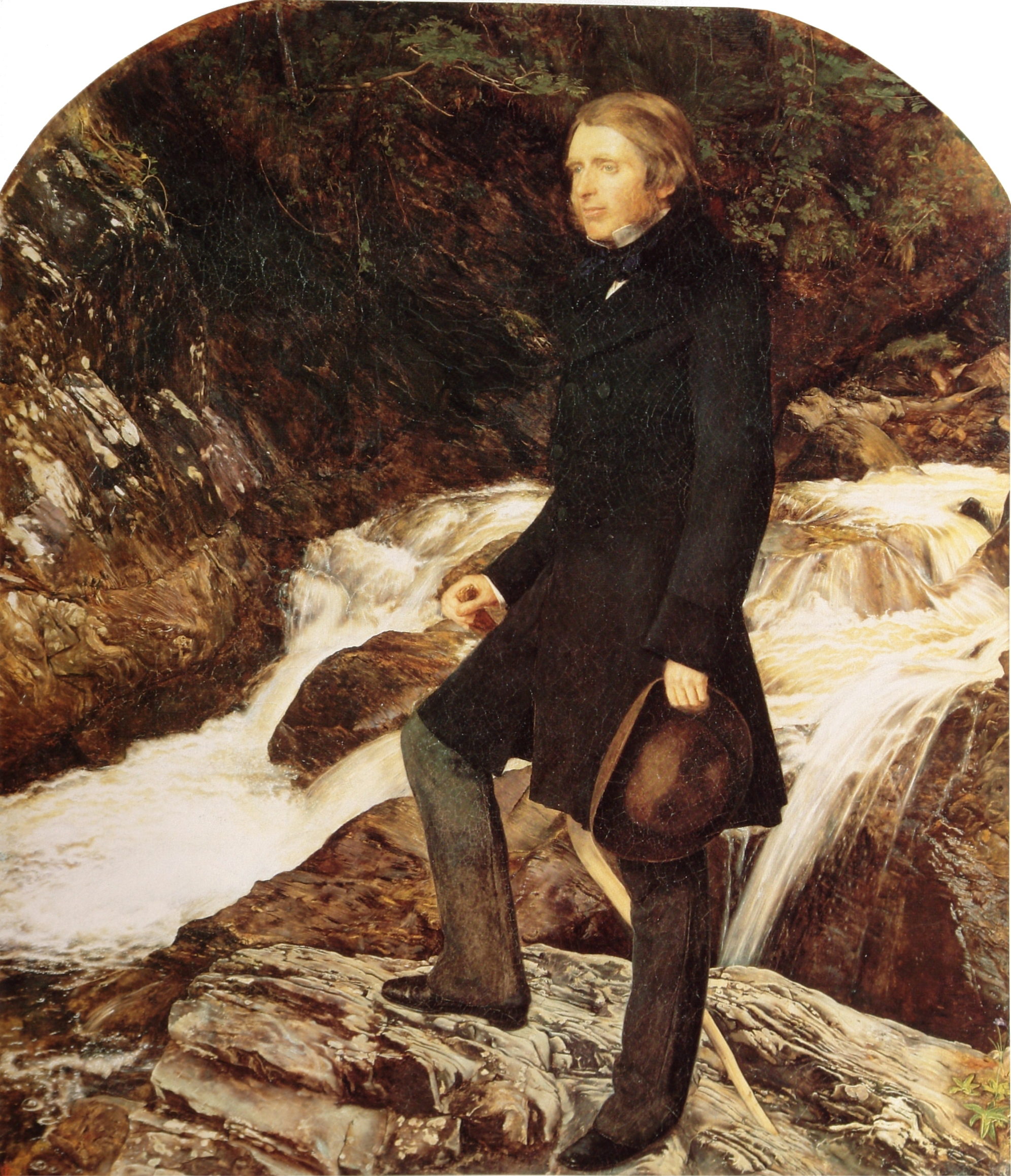
John Ruskin, par John Everett Millais, en 1853-1854.

Le cycle de conférences donné à Édimbourg début 1854, et publié l'année suivante sous le titre Lectures on Architecture and Painting, porta principalement sur l'architecture gothique et sur le courant préraphaélite. À l'été 1854, Ruskin défendit les deux tableaux présentés à la Royal Academy par William Holman Hunt dans deux lettres au Times. Son soutien n'était cependant pas qu'intellectuel, en tant que critique d'art : il était aussi acheteur ou mécène (il acheta ou commanda dès 1853 des dessins à Dante Gabriel Rossetti ou à Elizabeth Siddal) et conseiller auprès d'autres acheteurs de la bonne société britannique. John Ruskin apporta un soutien financier parfois direct aux artistes préraphaélites : en 1855, il fit une rente à Elizabeth Siddal et l'envoya consulter son ami Henry Acland devenu professeur de médecine à Oxford. Comme les œuvres préraphaélites incarnaient l'idéal esthétique prôné par Ruskin, il se considéra aussi très vite membre à part entière de la « PRB (PreRaphaelite Brotherhood) » (confrérie préraphaélite). Il fut d'ailleurs admis au Hogarth Club (en) et aida à monter une exposition. Cependant, comme il était plus âgé que les préraphaélites (à peu près dix ans), ils le considéraient plutôt comme un oncle (riche et finançant) que comme un frère à part entière. Sa rupture avec Millais à la suite de ses problèmes conjugaux avait en plus divisé le groupe. Il se rapprocha un temps de Dante Gabriel Rossetti, au point d'envisager d'habiter le même immeuble que celui-ci après la mort de son épouse Elizabeth Siddal. Il semblerait cependant que le mode de vie « de bohème » de Rossetti ait déplu à Ruskin qui trouvait aussi ses tableaux de plus en plus « morbides ». Leur amitié n'existait plus au milieu des années 1860.
Ruskin joua aussi un rôle dans l'« idéologie » préraphaélite. Ses Stones of Venice furent déterminantes pour William Morris et Edward Burne-Jones qui les découvrirent alors qu'ils n'étaient encore qu'étudiants à Oxford, mais aussi pour Millais ou William Holman Hunt.
L'annulation de son mariage avait permis à Ruskin de se replier chez lui, n'ayant plus à accompagner son épouse dans le monde. Il continua cependant à fréquenter quelques amis comme Carlyle, Alfred, Lord Tennyson, Coventry Patmore, William Allingham, Robert et Elizabeth Browning ou James Anthony Froude et surtout à entretenir une abondante correspondance. Ainsi, il correspondit longuement avec le critique américain Charles Eliot Norton, qui diffusa ses idées aux États-Unis. Celui-ci devint même responsable de la gestion de son œuvre littéraire après sa mort. Il brûla la quasi-totalité de ce qui avait trait à Rose La Touche (en).

### Implication dans leWorking Men's College
Dans les années 1850, John Ruskin apporta un soutien direct à diverses initiatives pédagogiques, voire d'éducation populaire. Son ami Henry Acland avait développé l'University Museum comme il était alors appelé, à Oxford. Ruskin rencontra l'architecte Benjamin Woodward et fut en partie responsable du style néo-gothique adopté. Il fut aussi essentiel dans le choix de l'ornementation pour laquelle il proposa des croquis et suggéra de faire appel aux sculpteurs préraphaélites Alexander Munro (en) et Thomas Woolner. Enfin, il organisa la levée de fonds pour financer la construction. Ruskin vint aussi régulièrement faire des conférences sur l'esthétique aux ouvriers sur le chantier. Après la mort de l'architecte et le retard pris dans l'achèvement des décors, il finit cependant par se désintéresser du projet.
Son amitié avec F. D. Maurice le fit s'intéresser à l'initiative de celui-ci et d'autres socialistes chrétiens, le Working Men's College, un établissement de formation continue créé à Londres. Il y donna même des cours de dessin de 1854 à 1858. Ruskin considérait qu'il n'aidait peut-être pas « faire d'un charpentier un artiste, mais à le rendre plus heureux dans son métier de charpentier ». Il réussit à convaincre Rossetti à venir lui aussi enseigner. Ce fut au Working Men's College que ce dernier fit la connaissance de Burne-Jones.

### Une crise de la quarantaine?
La plupart des biographes de Ruskin s'accordent pour dire que la fin des années 1850 et le début des années 1860 fut pour lui une période charnière : sa foi évolua tout comme son attitude vis-à-vis des peintres de la Renaissance italienne. Il se libéra un peu de l'emprise parentale et éprouva du désir sexuel.
En 1858, il séjourna en Suisse et Italie, seul. À Turin, il fut frappé par l'énorme différence entre l'étroite simplicité du service et de la chapelle protestante où il suivait la messe et la grandeur des Véronèse qu'il étudiait. Il renonça même à son sabbatarianisme en dessinant le dimanche. Dans son autobiographie, il écrivit plus tard qu'il avait alors mis définitivement de côté son évangélisme. Il perdit même un temps sa croyance en une vie après la mort. Il ne devint cependant pas athée. Il évolua aussi dans ses goûts artistiques. Il délaissa le néogothique et réévalua les peintres vénitiens du XVIe siècle. Il réintégra même la Grèce antique dans son histoire de l'art occidental.
Il prit alors sous son aile le jeune Edward Burne-Jones qui vint en Italie étudier les artistes de la Renaissance, financé par Ruskin dans les affections duquel il remplaça peu à peu Rossetti. Ruskin devint le parrain de Philip, le fils aîné des Burne-Jones. La famille l'accompagna lors d'un nouveau voyage en Italie en 1862. Burne-Jones fut aussi impliqué par Ruskin dans l'expérience de Winnington Hall School : il fournit des dessins pour les tapisseries à broder. Ruskin lui commanda aussi en 1863 des gravures pour illustrer son essai d'économie politique Munera pulveris. Cependant, l'amitié se refroidit à la fin des années 1860 quand le critique attaqua Michel-Ange qu'adorait l'artiste.
En 1859, Ruskin et ses parents firent leur dernier voyage ensemble, en Allemagne. Il fut pénible à tous points de vue : physiquement, la santé des parents déclinait ; moralement, les différences religieuses entre la mère et le fils créèrent des tensions. Le père de Ruskin, dont la santé déclinait, insista pour que son fils terminât Modern Painters avant sa mort. En 1860, la mère de Ruskin se brisa le col du fémur. Il s'éloigna alors autant qu'il le pouvait de la résidence familiale et passa de plus en plus de temps à Winnington Hall School, une école moderne pour jeunes filles fondée par Margaret Bell à Northwich, ce qui lui fut reproché, principalement à cause de l'argent qu'il dépensait à financer cette expérience éducative. Il passa aussi beaucoup de temps à voyager sur le continent, principalement dans les Alpes. Il envisagea même d'acheter une propriété à Brizon. Seule la mort de son père en mars 1864 mit un terme à ses voyages.
Il hérita de 157 000 £, d'une collection de tableaux estimée à 10 000 £ et de nombreuses propriétés (maisons et terres). Il en dépensa une partie dans divers projets philanthropiques, dont ceux d'Octavia Hill. Cette fortune allait lui permettre de continuer à vivre et à écrire sans soucis. La pression paternelle ayant disparu, il se sentait intellectuellement plus libre. Il continua à vivre avec sa mère, et une cousine, Joan (ou Joanna) Agnew vint s'installer avec eux comme dame de compagnie, lui facilitant la vie.

### Rose La Touche

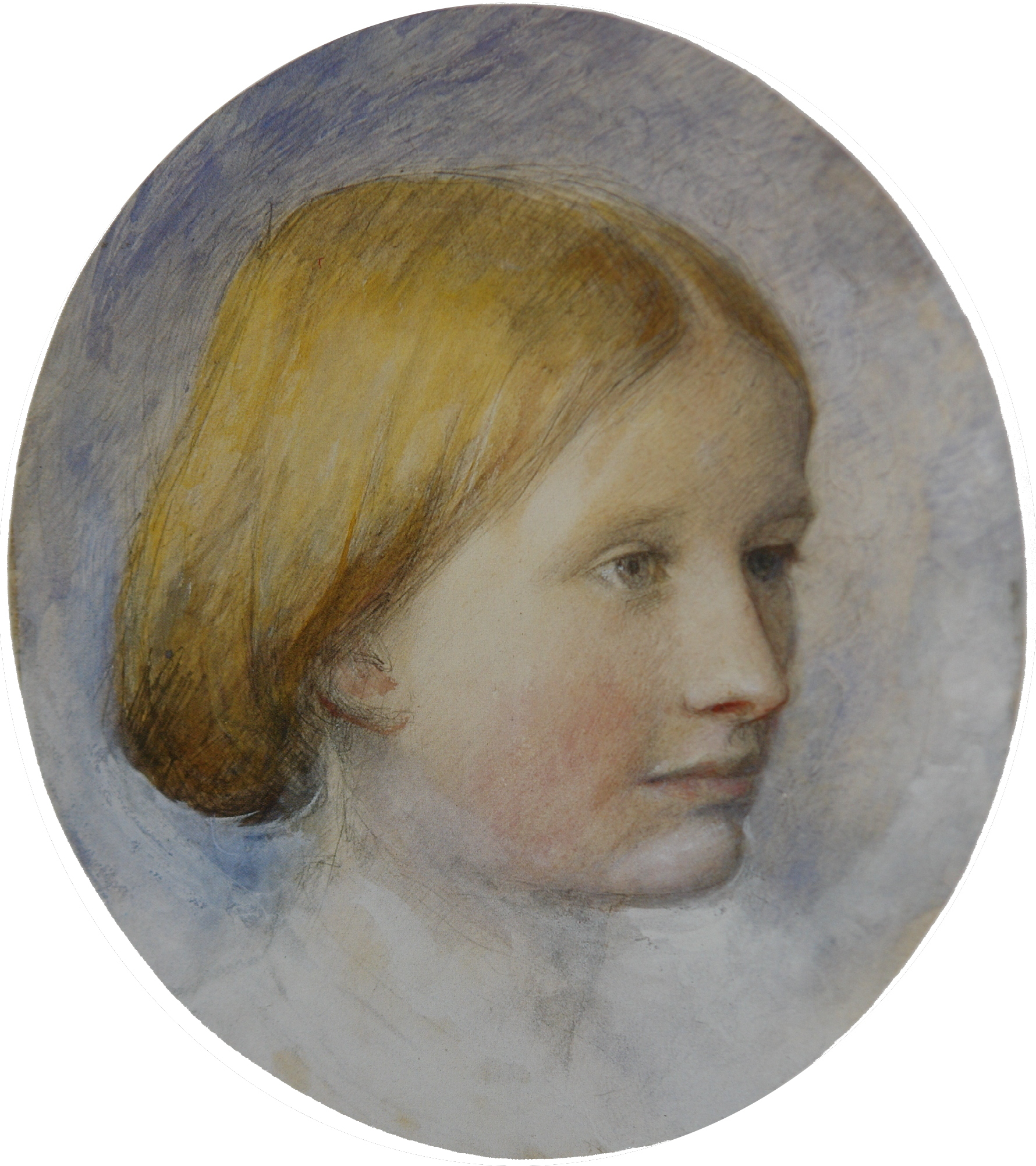
Rose La Touche en 1861 par John Ruskin.

Ruskin donnait aussi des cours de dessin par correspondance. Parmi ses élèves se trouvaient Octavia Hill dont il finança les projets philanthropiques ou la marquise de Waterford, Louisa Beresford (marquise de Waterford), une artiste proche des préraphaélites qui lui présenta la famille La Touche en janvier 1858. Riches banquiers irlandais d'origine huguenote, ils désiraient attirer Ruskin dans leur cercle social et lui demandèrent de donner des cours de dessin à leurs deux filles : Emily quatorze ans et Rose (en) dix ans. Il devint rapidement un ami de la famille et fut régulièrement invité, soit dans la résidence londonienne, soit dans celle d'Harristown dans le comté de Kildare en Irlande. Maria La Touche, la mère, devint une confidente très proche. Ce fut à elle qu'il avoua en premier ses évolutions religieuses en août. Cependant, ce fut aussi à la même période qu'il devint évident qu'il était beaucoup plus attiré par la plus jeune des filles, Rose. Celle-ci de son côté montra ses premiers signes d'anorexie mentale. Cette situation créa des tensions. Les longs voyages continentaux de Ruskin au début des années 1860 sont souvent considérés comme une volonté d'éviter les La Touche. De 1862 à 1865, il ne revit pas Rose La Touche et celle-ci s'enfonça dans son anorexie.
Quand Rose atteignit ses dix-huit ans en janvier 1866, Ruskin la demanda en mariage. Elle ne refusa pas, mais souhaita attendre encore trois ans. Les parents s'alarmèrent de ses sentiments qui s'avéraient réciproques. Les liens ne furent pas coupés, mais Ruskin dut avoir recours à des intermédiaires pour communiquer avec la jeune fille : Georgiana Cowper, l'épouse de William Cowper-Temple, une amie qu'il avait rencontrée à Rome en 1840 ; George MacDonald ; ainsi que sa cousine Joan Agnew qui était fiancée à Percy La Touche, le frère de Rose. Ainsi, il lui était interdit de la voir. Les difficultés s'accentuèrent après que Maria La Touche rencontra Effie Millais pour se renseigner sur Ruskin. En fait, elle craignait qu'une consommation du mariage entre Rose et Ruskin ne rendît caduc l'arrêt d'annulation du premier mariage, faisant de Ruskin un bigame. Celui-ci consulta de son côté des avocats pour connaître ses droits. Pendant les trois ans de séparation, l'anorexie de Rose empira. Même si Rose assurait Ruskin de son amour pour lui, il semble que les doutes religieux qu'il exprimait eurent un effet négatif sur elle qui était dévote. En octobre 1870, sa mère lui montra les lettres qu'elle avait échangées avec Effie Millais. L'effet désiré fut atteint : Rose rompit avec Ruskin. Elle s'enfonça dans son anorexie. Quant à lui, il fit une grave dépression nerveuse et s'enfuit à Venise.
L'année suivante, elle demanda une réconciliation via les intermédiaires habituels et il revint de Venise en juillet 1872. Ils passèrent ensemble quelques jours qui semblent avoir été très heureux. Cependant lorsque Ruskin reparla de mariage, elle refusa. Elle demanda à le revoir en 1873, mais ce fut à son tour de refuser. En 1874, elle vint se faire soigner à Londres et ils se virent régulièrement de septembre à décembre, malgré l'opposition des parents de Rose. Ils se rencontrèrent une dernière fois le 15 février 1875, tandis qu'elle était en fin de vie. Elle mourut de son anorexie le 25 mai 1875, plongeant Ruskin dans le désespoir.

### Professeur à Oxford
Ruskin, fort de son expérience au Working Men's College ou à Winnington Hall School, l'école moderne pour jeunes filles fondée par Margaret Bell dans le quartier de Winnington, à Northwich, dans le Cheshire ainsi que de ses cours de dessin par correspondance, synthétisa sa méthode dans The Elements of Drawing (1857) puis Elements of Perspective (1859). Ses Laws of Fiesole restèrent inachevées. Il s'opposait à la méthode mécanique traditionnelle, insistant sur le fait que savoir voir était plus important que savoir dessiner. Il alla jusqu'à fonder sa propre école de dessin à Oxford où il occupa la chaire Slade, tout juste fondée, en 1870.
En 1874, il rencontra le jeune architecte Arthur Heygate Mackmurdo, partit avec lui à Florence et le poussa à créer son agence ; il eut une grande influence sur la création de la Century Guild of Artists et sur le mouvement Arts & Crafts.
Sa chaire fut si suivie qu'elle est encore surnommée la « chaire John Ruskin ».

### La Guilde de Saint-Georges
Voulant intégrer sa pensée sociale, Ruskin créa en 1871 la Guilde de Saint George qui ne fut réellement établie qu'en 1878 avec une constitution propre. Sa volonté était de participer à la régénération de la société victorienne tel qu'il l'énonçait dans le recueil de lettres pamphlétaires Fors Clavigera.
Ruskin dénonçait le semblant de prospérité de la société industrialisée de son époque qui s'accompagnait d'une grande pauvreté et de cités défigurées par l'industrialisation.
La guilde se concentra initialement sur trois domaines : l'éducation artistique, l'encouragement de l'artisanat plutôt que la production de biens à grande échelle et le renouveau d'une agriculture que l'on qualifierait aujourd'hui de durable.
Comme son nom l'indique, la société puise ses inspirations dans la société médiévale et ses valeurs idéalisées. Ruskin défendait l'idée que la société pouvait trouver son salut dans la vie rurale, en harmonie avec la nature et en privilégiant le travail artisanal au travail mécanisé.

### Fin de vie et mort
Il mourut dans sa résidence de Brantwood à Coniston près du Lake District, et, conformément à son souhait, fut inhumé là, ayant refusé la place qui lui avait été offerte dans l'abbaye de Westminster.

## Collectionneur
John Ruskin et son père furent d'ardents collectionneurs d'art. Ils acquirent de nombreuses aquarelles de Samuel Prout d'abord, puis de Copley Fielding, dont, en 1835, John Ruskin fut un temps l'élève, et, à partir de 1839, de J. M. W. Turner. Les trois artistes devinrent d'ailleurs des amis de la famille et furent régulièrement reçus. Les Ruskin furent même, à partir de 1842, des mécènes de Turner à qui ils passèrent nombre de commandes.
En 1861, John Ruskin put donner 48 Turner à l'Ashmolean Museum d'Oxford et 25 au Fitzwilliam Museum de Cambridge. Il acheta aussi aux préraphaélites de nombreux tableaux, dessins ou gravures.

## Œuvre
John Ruskin fut très tôt publié. Ses premiers poèmes parurent dès août 1829 dans le Spiritual Times. En 1834, plusieurs de ses travaux géologiques furent publiés par John Claudius Loudon dans son Magazine of Natural History. De même, une première version de The Poetry of Architecture éditée en 1893 parut alors que Ruskin était étudiant à Oxford dans l’Architectural Magazine de ce même J. C. Loudon.

### Modern Painters

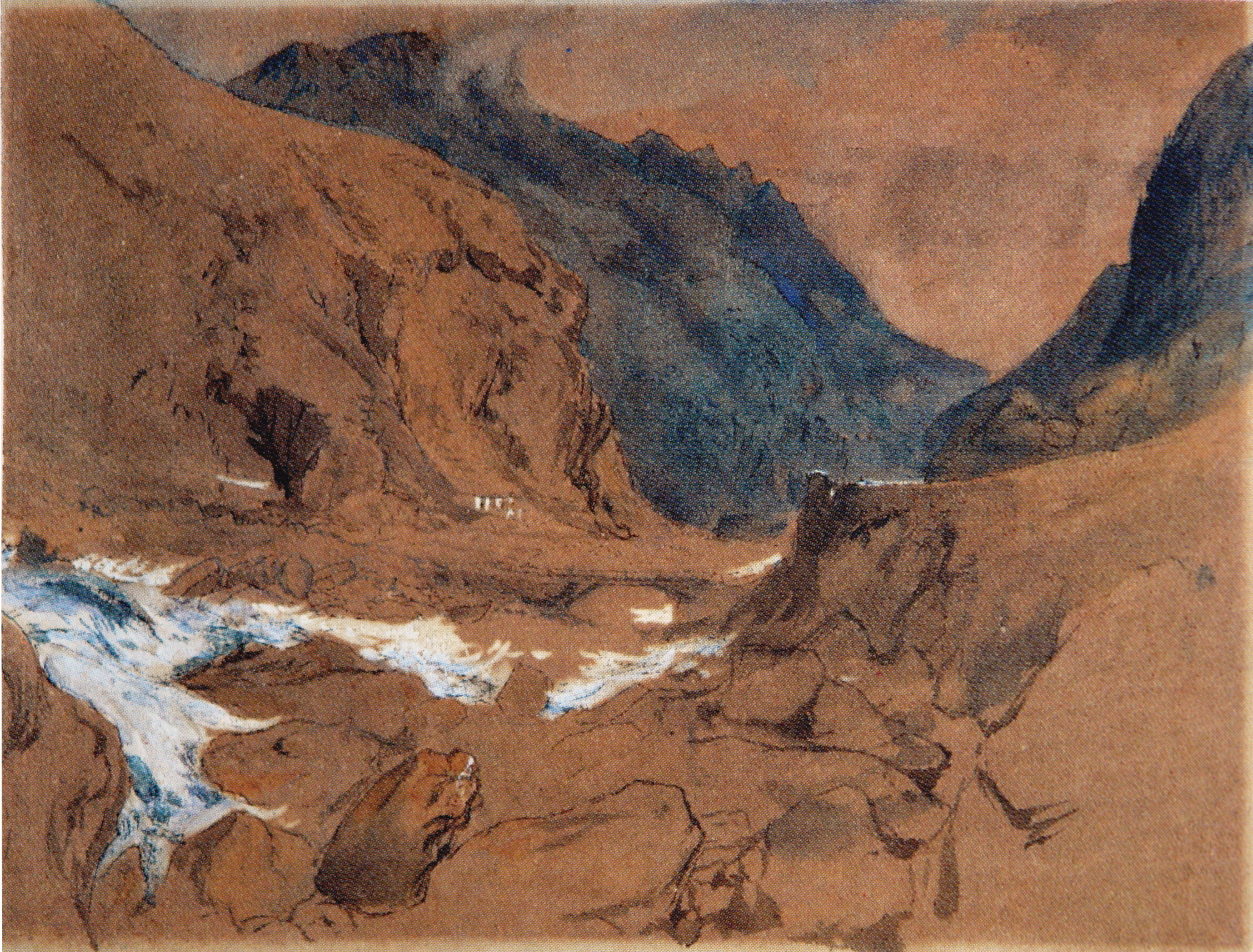
La Pass of Faido (1845), étude de Ruskin, sur place, réflexion à partir de l'aquarelle commandée quelques années plus tôt à Turner.

L'idée à l'origine de cet ouvrage vint à Ruskin lors de son voyage en Italie, Suisse et Allemagne au début des années 1840. Il exprima dès 1842 la volonté d'écrire un pamphlet de critique d'art afin de défendre l'œuvre de Turner à nouveau attaquée par la presse britannique. Il l'avait déjà fait en 1836, mais son texte, à la demande de Turner lui-même, n'avait pas été publié. Cette fois-ci, il mena le projet à son terme. Le premier tome de Modern Painters: their Superiority in the Art of Landscape Painting to the Ancient Masters, sans illustrations, parut en 1843. Il fut très vite réédité et connut une troisième édition dès 1846. Le deuxième tome parut la même année, après un nouveau voyage en Suisse, en Italie et en France. Le cinquième et dernier tome parut en 1860.
Le premier tome insiste sur la vérité en art. Selon Ruskin, celle-ci n'est pas matérielle mais morale. L'important pour lui est la véritable perception d'un paysage et non son interprétation via la norme des conventions artistiques du pittoresque mises en place par les maîtres italiens et hollandais des XVIIe et XVIIIe siècles.
L'idéal pour Ruskin est alors le travail de Turner, le « seul capable de peindre une montagne, ou une pierre ». S'il défend Turner, il ne critique cependant pas encore les peintres de son époque, même si en faisant de Turner le maître contemporain de l'art du paysage, il prend ses distances avec l'art de Copley Fielding par exemple, dont il fait un éloge détaillé mais plus nuancé qu'auparavant.
Le ton change avec le second volume, après son voyage à Venise et la lecture en chemin de l'ouvrage d'Alexis Rio De la poésie chrétienne dans son principe, dans sa matière, et dans ses formes paru en 1836. Pour Ruskin alors, la véritable perception de la nature est une expérience mystique de la beauté et donc de Dieu. Il reprend, dans une acception personnelle, le concept de « faculté théorique » (du grec « θεωρία », « contemplation, observation »). Cette faculté théorique agit au moment de la perception, entre l'œil et l'esprit, permettant une appréhension instinctuelle et morale de la beauté. Il l'oppose à une appréhension consciente et rationnelle.
Il poursuit sa réflexion sur la beauté en la scindant en deux grands types : la « beauté vitale » et la « beauté typique ». La « beauté vitale » est pour lui fondée sur la théologie de la nature, elle est la volonté divine exprimée dans Sa création sous toutes ses formes (le monde et ses habitants dont l'homme). La « beauté typique » par contre est pour Ruskin inscrite dans la théologie évangélique : cette beauté est ressentie par l'homme quand il réagit à des grands « types » qui sont l'expression de l'immanence divine dans la Nature (infini, pureté, unité, symétrie, etc.). Ces « types » présents et dans la nature et dans l'art ne sont pas pour lui que des abstractions. Ils ont aussi une réalité que l'artiste se doit de représenter s'il veut réellement exprimer la vérité.
John Ruskin développe ensuite une théorie sur l'imagination qui permet la création. Il scinde celle-ci en trois grandes formes : l'« imagination pénétrante », l'« imagination associative » et l'« imagination contemplative ». La première voit et donc reproduit la forme externe et l'essence interne (donc la vérité) de ce que la « faculté théorique » observe ; la deuxième exprime à la fois la vérité et la pensée de l'artiste créée par la perception de la vérité ; la troisième transforme la vérité en symboles. Donc, pour Ruskin, l'artiste peut très bien représenter la vérité non pas par un réalisme total, mais symboliquement. La vérité artistique n'est pas naturaliste, elle peut être sublimée dans sa représentation symbolique.
C'est également dans le troisième volume de Modern Painters que Ruskin expose le concept de pathetic fallacy, une figure de style héritée du sentimentalisme du XVIIIe siècle qu'il trouve abondamment dans la poésie.

### The Seven Lamps of Architecture
The Seven Lamps of Architecture (les Sept Lampes de l'Architecture) parut en mai 1849. Il fut le premier ouvrage à être signé John Ruskin. Il fut aussi le premier à être illustré : quatorze gravures de la main même de l'auteur. Dès sa préface, il se montre très clair : il attaque « le restaurateur, le révolutionniste ». Il refuse la restauration des bâtiments anciens qui doivent être protégés afin de servir de modèle aux architectes du temps, dont ceux du Gothic Revival. Il veut aussi que ce mouvement esthétique se sécularise et se protestantise. Il veut le protéger de la « mauvaise influence » du catholicisme romain, représentée selon lui par Augustus Pugin.
Dans la pensée de Ruskin, les sept lampes qui éclairent l'architecte sont le sacrifice, la vérité, la puissance, la beauté, la vie, la mémoire et l'obéissance. L'ouvrage a été éclipsé par le succès des Stones of Venice, dont il peut être envisagé comme un prélude.
Il a été longtemps pensé que John Ruskin s'opposait aux conceptions de restauration de Viollet-le-Duc. Dans les Sept Lampes de l'Architecture, Ruskin définit un monument architectural comme un ensemble organique qu'il faut entretenir et dans le cas contraire le laisser « mourir ». La position de Viollet le Duc était moins radicale : faute d'entretien il faut restaurer. Mais l’engagement de Ruskin contre la restauration tient souvent de la ferveur militante, nourri entre autres par son anti catholicisme primaire et il visait les restaurations de l’anglais George Gilbert Scott. On recense plus de 1 200 lettres concernant ce sujet dans lesquels Ruskin ne mentionne jamais Viollet le Duc et il ne critique pas non plus le chapitre restauration dans le Dictionnaire de Viollet le Duc.
La vision de Ruskin sur la restauration évoluera grâce à son rapprochement avec la foi catholique (rejetant néanmoins toute l'œuvre de l'Église à partir du concile de Trente) et aux charmes des cathédrales qu’il admirait. Dans son dernier livre Praeterita, édité après sa mort en 1903, Ruskin regrette que personne en Angleterre n'avait fait le travail que Viollet le Duc avait fait en France.

### The Stones of Venice
Membre du mouvement des préraphaélites, il est l'auteur d'un ouvrage qui le fait considérer comme le fondateur du mouvement Arts & Crafts : Les Pierres de Venise (1853). Cette œuvre a un impact non négligeable sur la société victorienne dans sa tentative de relier l'art, la nature, la moralité et l'homme (William Morris, dont Ruskin a été le mentor, est le chef de file du mouvement). Par ses écrits et son audience, par son combat pour ressusciter l'artisanat moribond au Royaume-Uni, il est un précurseur de l'Art nouveau.

### Critique d'art
En 1878, il est poursuivi en justice pour diffamation par Whistler pour avoir critiqué négativement sa peinture Nocturne en noir et or : la fusée qui retombe (1874). Whistler obtient une indemnisation symbolique. Son éclectisme l'amène à apprécier aussi bien les peintres primitifs italiens que les préraphaélites britanniques ou Turner.

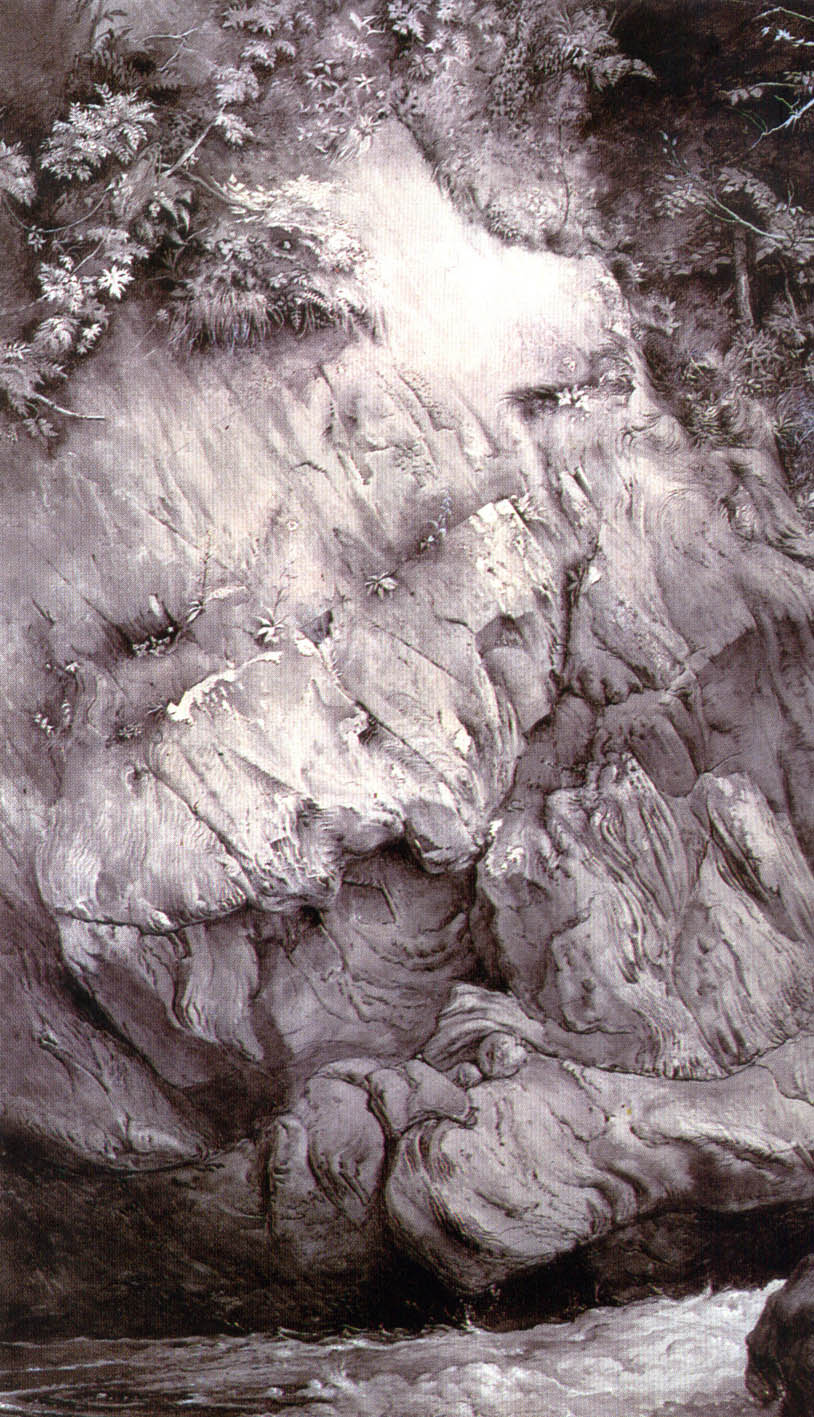
John Ruskin : Étude de gneiss, Glenfinlas 1853, crayon, encre et lavis à l'encre de Chine sur papier, Ashmolean Museum, Oxford.

Sa notoriété fait de lui un remarquable propagandiste des arts. Ses idées se popularisent à travers ses livres et influencent le mouvement Arts & Crafts (Arts et Métiers), qui se caractérise par la volonté d'évoquer la nature, par le recours aux formes gracieuses, ondulées, délicates, d'un charme doux, par les motifs décoratifs associés à des végétaux, des fleurs, des insectes, des poissons, des sirènes, des dragons et des oiseaux aux couleurs spectaculaires.
Ses théories artistiques et son oeuvre ont une influence majeure sur le chef de file de l'école de Beuron, Desiderius Lenz.

### Penseur économique
Ruskin arriva à l'économie à partir de ses réflexions sur l'art et l'architecture. Ses premiers grands textes sur ce thème furent les deux conférences qu'il donna à Manchester en 1857, au cours de l'Art Treasures Exhibition (en), intitulées The Political Economy of Art (republiées augmentées en 1880 sous le titre A Joy for Ever). Dans ce haut-lieu de la pensée libérale, il déclara : « Le principe du « Laissez-faire » est un principe de mort ». Cette phrase fait écho à cet autre principe, essentiel dans son Unto This Last : « Il n'y a pas d'autre richesse que la vie ». Les deux se combinent : « Le gouvernement et la coopération sont en tout temps et toutes choses, les lois de la vie. L'anarchie et la concurrence sont en tout temps et toutes choses, les lois de la mort. ». À l'origine, Unto this Last était une série de quatre articles pour le magazine de Thackeray, le Cornhill Magazine, parus en 1860 et republiés en 1862. Ruskin ne voyait donc pas l'économie de façon utilitariste en termes d'échanges marchands, mais en termes moraux. Son anticapitalisme n'est cependant pas tout à fait socialiste, même s'il influença fortement la pensée de socialistes britanniques comme William Morris. Il admirait plus l'organisation d'une société vitaliste et paternaliste médiévale.

### Peintre, dessinateur, aquarelliste
Grâce aux cours de dessin qu'il reçut dans son enfance, avec James Duffield Harding par exemple, ou encore avec Copley Fielding, dont il dira dans Praeterita qu'il "regrette souvent de n'avoir pas vécu dans quelque coin perdu du monde sans avoir jamais vu d'autre peinture que celle de Prout et la sienne", John Ruskin fut un dessinateur de talent.
Même s'il ne se considéra jamais comme un artiste en tant que tel ou exposa peu, il produisit quelques toiles et aquarelles. Il fut ainsi élu membre honoraire de la Royal Watercolour Society en 1873.

## Hommages
Le collège d'art de l'université d'Oxford s'appelle la Ruskin School of Art.
Après sa mort, Marcel Proust donne des traductions de deux de ses livres, La Bible d'Amiens et Sésame et les Lys, et écrit plusieurs articles à son sujet. Ruskin aura sur le jeune écrivain une influence telle que l'on a pu dire qu'il fut le « prophète de Proust ».
À Chamonix en Haute-Savoie, un monument dit "La pierre à Ruskin", offert par ses admirateurs à la Ville de Chamonix le 19 juillet 1925, célèbre sur les pentes du Brévent, sur un sentier partant du parking de la gare du téléphérique de Planpraz, le dessinateur, le photographe, le géologue, le peintre fidèle des montagnes de la vallée et l'un des premiers à avoir pris des photos de montagnes et de glaciers par daguerréotype.

## Écrits
- Modern Painters (1843)
- The Seven Lamps of Architecture (en) [« Les Sept Lampes de l'architecture »], Londres, Smith, Elder & Co., 1849, 236 p. (lire en ligne)
- Pre-Raphaelitism (1851)
- The Stones of Venice (en) [« Les pierres de Venise »], vol. 1 : The Foundations, Londres, Smith, Elder & Co., 1851, 1re éd.
  - Idem, vol. 2 : The Sea-stories, Smith, Elder & Co., 1853, 1re éd.
  - Idem, vol. 3 : The Fall, Smith, Elder & Co., 1853, 1re éd.
  - Idem, vol. 1 : The Foundations, New York, John Wiley & Sons, 1880, ? éd., 434 p. (lire en ligne)
  - Idem, vol. 2 : The Sea-stories, New York, John Wiley & Sons, 1880, ? éd.
  - Idem, vol. 3 : The Fall, New York, John Wiley & Sons, 1880, ? éd., 376 p. (lire en ligne)
    - The Nature Of Gothic [« La nature du gothique »], Londres, William Morris at the Kelmscott Press, 1880 (lire en ligne)Chapitre VI du 2e volume qui a fait l'objet d'une édition particulière.
- The opening of the Crystal Palace, considered in some of its relations to the prospects of art [« L'ouverture du Crystal Palace, envisagée du point de vue de ses rapports avec l'avenir de l'art »], Londres, Smith, Elder & Co., 1854, 21 p. (lire en ligne)
- Architecture and Painting (1854)
- Modern Painters III (1856)
- Political Economy of Art (1857)
- Modern Painters IV (1860)
- Unto this Last, Trois Essais de sociologie (1862), traduction en français par Pierre Thiesset et Quentin Thomasset sous le titre Il n'y a de richesse que la vie, Vierzon, Le Pas de Côté, 2012.
- Unto this Last, Quatre Essais sur les premiers principes d'économie politique, traduction en français par l'Abbé Em.Peltier, précédée d'une introduction de H.-J. Brunhes, Paris, Gabriel Beauchesne & Cie éditeurs, 1902.
- Essays on Political Economy (1862)
- Time and Tide (1867)
- Bible of Amiens (1885) ; La Bible d'Amiens, traduction en français de Marcel Proust
- Sésame et les lys sur Wikisource, traduction en français de Marcel Proust
- Conférences sur l'architecture et la peinture, Introduction d'Emile Cammaerts (1909) et avant-propos d'Antoni Collot (2009)
- Les deux chemins – Conférences sur l’art et ses applications à la décoration et à la manufacture (1858-1859) (Les Presses du Réel, traduction de Frédérique Campbell, 2011)
- Écrits sur les Alpes, textes réunis et commentés par Emma Sdegno et Claude Reichler, traduction d'André Hélard, Paris, Pups, 2013.
- Les matinées à Florence (1875/1877) (Éditions de l'Amateur, traduction de Frédérique Campbell, 2014)
- Turner, choix de textes présentés et traduits par Philippe Blanchard, L'Atelier contemporain, coll. « Studiolo », 2023.